# Прива (кантон)
Прива́ (фр. Privas) — кантон во Франции, находится в регионе Рона — Альпы, департамент Ардеш. Входит в состав округа Прива.
Код INSEE кантона — 0813. Всего в кантон Прива входит 16 коммун, из них главной коммуной является Прива.

## Коммуны кантона

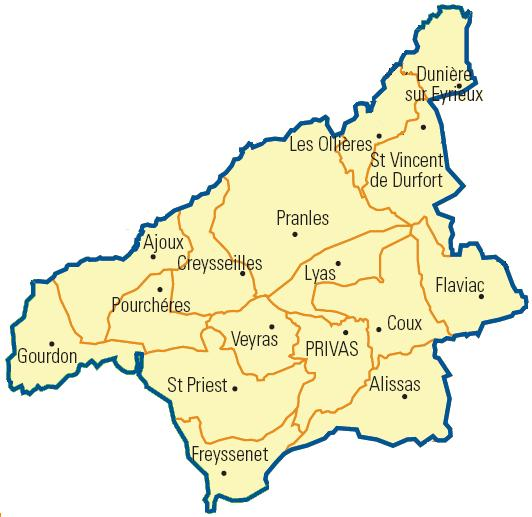
Карта кантона

| Коммуна              | Население, чел. (2006) | Почтовый индекс | Код INSEE |
| -------------------- | ---------------------- | --------------- | --------- |
| Ажу                  | 89                     | 07000           | 07004     |
| Алисса               | 1 026                  | 07210           | 07008     |
| Вейра                | 1 468                  | 07000           | 07340     |
| Гурдон               | 79                     | 07000           | 07098     |
| Дюньер-сюр-Эйрьё     | 324                    | 07360           | 07083     |
| Крейсей              | 110                    | 07000           | 07074     |
| Ку                   | 1 464                  | 07000           | 07072     |
| Лез-Ольер-сюр-Эйрьё  | 797                    | 07360           | 07167     |
| Лья                  | 517                    | 07000           | 07146     |
| Пранль               | 409                    | 07000           | 07184     |
| Прива                | 9 170                  | 07000           | 07186     |
| Пуршер               | 118                    | 07000           | 07179     |
| Сен-Венсан-де-Дюрфор | 213                    | 07360           | 07303     |
| Сен-При              | 1 107                  | 07000           | 07288     |
| Флавьяк              | 1 092                  | 07000           | 07090     |
| Фрейсене             | 49                     | 07000           | 07092     |

## Население
Население кантона на 2006 год составляло 18 177 человек.
| 1962   | 1968   | 1975   | 1982   | 1990   | 1999   | 2006   | 2007 | 2008 |
| ------ | ------ | ------ | ------ | ------ | ------ | ------ | ---- | ---- |
| 14 184 | 16 329 | 16 974 | 17 709 | 18 241 | 18 032 | 18 177 | —    | —    |